# دا کاپو

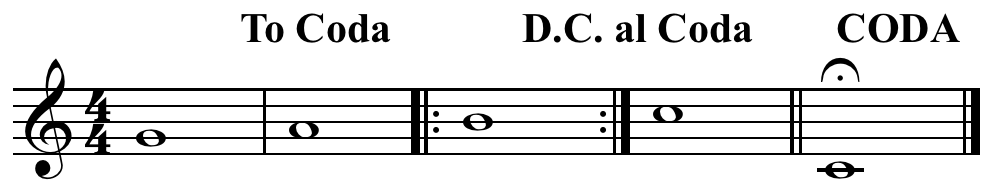
مثال از نت‌نویسی با علامت دا کاپو که برای جلوگیری از دوباره نویسی نت است، در این مثال نت‌ها بدین ترتیب اجرا می‌شوند: سل، لا، سی، سی، دو، سل، لا، سی، دو، دو پایین.

دا کاپو (به ایتالیایی: Da Capo) یا به اختصار (D. C.) در نت‌نویسی به معنای (از ابتدا، از اول، از سر)، علامتی است که در انتهای قطعه می‌آید تا تمام یا قسمتی از قطعه از ابتدای آن تکرار شود.
چنانچه داکاپو به تنهایی در پایان قطعه آورده شود به معنای تکرار کامل قطعه از ابتدای آن است اما اگر به‌طور مثال همراه با کلمه Fine (فینه، به معنای پایان) آمده باشد، تکرار قطعه از ابتدا تا جایی که کلمه Fine نوشته شده‌است را می‌خواهد.